# CampusChannel
CampusChannel（キャンパスチャネル）は、NTTコミュニケーションズが提供しているサービスで、予備校などに設置されたディスプレイ上で、大学案内や入試情報を映像で配信するデジタルサイネージシステムである。
ディスプレイは駿台予備学校、代々木ゼミナール、秀英予備校、早稲田予備校等の全国主要予備校約50拠点に設置されている。

## 概要
予備校に設置された42インチ大型液晶ディスプレイ上で有名国公私立大学の情報が配信されている。
配信する内容は、全国の大学案内映像（動画）やキャンパス所在地・募集学部等の大学情報（静止画）のほか、タイムリーな入試情報等のお知らせ（テキスト）等で構成され、各拠点に設置した液晶ディスプレイへ曜日別・拠点別に編成した情報を配信される。
予備校という閉ざされた空間で、大学進学を目標とする受験生が半ば強制的に、朝から夜まで繰り返して試聴するため、反復の視認性が生じ、大学側に非常に高い広告視聴率の機会を与えている。
ディスプレイの側面にはリーダ端末を設置。非接触ICカード技術「FeliCa」対応の携帯電話を、ディスプレイに備え付けられたカードリーダーにタッチすると、「CampusChannel」モバイルサイト上で、「テレメール」により、学校案内パンフレットを請求することが可能なうえ、大学入試に関する情報を携帯電話から取得することが可能になっている。
デジタルサイネージのシステムには、あらかじめ決めておいたスケジュールに従ってコンテンツをネットワーク経由で配信できるNTTレゾナントの「レナキャスト」を採用している。

## 運営会社について
2008年7月、NTTレゾナントにて駿台予備学校5校舎でのフィールドトライアル運用実施後、翌年2009年1月から本格運用が開始された（駿台予備学校、代々木ゼミナール、早稲田予備校の計29拠点）。
2009年10月よりサービス拡大にあたり、NTTレゾナントからNTTコミュニケーションズへ事業譲渡された。